# Francis Langley
Francis Langley (1548 - 1602) was een Engels theaterondernemer ten tijde van Elizabeth I. Samen met zijn tijdgenoten James Burbage en Philip Henslowe behoorde hij tot de bouwers van de eerste permanente theatergebouwen in Londen en speelde daarmee een rol in de ontwikkeling van het Engels renaissancetheater.
Langley was van oorsprong goudsmid en tevens inspecteur van kledingstoffen. Halverwege de jaren 1590 raakte hij als impresario betrokken bij de theaterwereld. Hij sloot, evenals Henslowe, contracten met spelers en gezelschappen en wist hen door middel van leningen aan zich te binden. Over zijn activiteiten is overigens minder bekend dan die van Henslowe, die een tijdlang een verslag bijhield van zijn zakelijke beslommeringen, waardoor een duidelijk beeld ontstond van de theaterwereld van die tijd.
Langleys belangrijkste bijdrage aan het elizabethaanse drama bestaat uit de bouw van het befaamde theater The Swan, dat in 1595-1596 verrees in Southwark, op de zuidelijke oever van de Theems. The Swan was het vierde theater dat hier werd gebouwd, na The Theatre van James Burbage uit 1576, The Curtain, (1577) and Philip Henslowes The Rose (1587), en werd beschouwd als het mooiste en best geoutilleerde op dat moment.
Al in mei 1589 had Langley het landgoed Paris Garden in Bankside, waar The Swan zou verrijzen,  gekocht voor een bedrag van £850. Hoewel de burgemeester van Londen bezwaar maakte tegen de bouw van nog een theater in deze wijk, zette Langley het project toch voort. Waarschijnlijk werd het gebouw al in de zomer van 1596 in gebruik werd genomen, mogelijk door William Shakespeares gezelschap Lord Chamberlain's Men. Wel zeker is dat Langley in februari 1597 het gezelschap Pembroke's Men vastlegde voor optredens in het theater.
Al na korte tijd echter kreeg het theater te maken met een ernstig schandaal, toen Pembroke's Men in juli het stuk The Isle of Dogs van Thomas Nashe en Ben Jonson opvoerde. De Privy Council ontstak in woede, om momenteel onduidelijke redenen, omdat het betreffende stuk verloren is gegaan, maar het zou gaan om een scandaleuze inhoud, die mogelijk de koningin of haar huishouding in diskrediet zou brengen. Gevolg was dat alle theaters enige maanden werden gesloten. In de herfst van dat jaar werd het verbod opgeheven, behalve voor The Swan. Mogelijk was deze maatregel tegen Langley zelf gericht, die ook om een andere zaak (een gestolen diamant) in problemen verkeerde.
Een aantal van de nu werkloze acteurs van de Pembroke's Men stapte over naar het gezelschap van de Admiral's Men. De rest van het gezelschap reisde vervolgens door het land.
Langley bleef met wisselend succes bij het theatervak betrokken. Hij kocht een aandeel in de 
Boar's Head Inn, dat al langere tijd had gediend als theaterpodium. Een daaropvolgende verbouwing ervan was er de oorzaak van dat Langley in diverse rechtszaken belandde.
Na Langleys dood werd Paris Garden verkocht. Het theater bleef bestaan en werd gebruikt voor verschillende activiteiten in de amusementsindustrie, waaronder scherm- en bokswedstrijden. Na verloop van tijd keerde het theater er echter terug. In de jaren 1611 - 1613 werd The Swan bespeeld door het gezelschap Lady Elizabeth's Men. Tot 1620 werd het theater nog gebruikt, waarna het in verval raakte.